# ويليام تان
ويليام تان (مواليد 1957) هو عالِم أعصاب وطبيب ورياضي بإعاقة جسدية ومتحدث تحفيزي، كان أول شخص يكمل سباق العدو الطويل في القطب الشمالي على كرسي متحرك.

## النشأة ومهنته
ولد تان في سنغافورة وفي عامه الثاني أصيب بشلل الأطفال مما أدى إلى إعاقة في منطقة الخصر وما دونها، درس في مدرسة رافلز الثانوية وفي عام 1980 تقدم بطلب للالتحاق بكلية الطب في جامعة سنغافورة لكن لم يتم قبوله وعوضًا عن ذلك فقد التحق تان بالجامعة كطالب في كلية العلوم، حيث اختص في علم الأحياء وعلم النفس. بدأ دراساته العليا في عام 1989 وحصل على درجة الماجستير في الفسيولوجيا من جامعة هارفارد بتقدير عالي كطالب في برنامج التبادل الثقافي فولبرايت، خلال فترة وجوده في الولايات المتحدة عمل على زمالة بحثية في جراحة الأعصاب في مركز مايو الطبي، حصل على درجة الماجستير الثانية في عام 2002 في العمل الاجتماعي وسياسات العمل الاجتماعي من جامعة أكسفورد بموجب منحة تشيفنينغ، كما يحمل درجة البكالوريوس في الطب والجراحة (MBBS) من جامعة نيوكاسل ودكتوراه في علم الأعصاب من جامعة أوكلاند.
تم تشخيصه بسرطان الدم من المرحلة الرابعة في 2009 وقدر الأطباء أن فترة حياته تتراوح بين 9 إلى 12 شهرًا لكن من خلال علاج مكثف بدء المرض بالتراجع.

## عمله كرياضي
شارك تان في دورة الألعاب الأولمبية للمعاقين في سيول عام 1988 وتم إقصاؤه من حدثين بسبب خروج كرسيه المتحرك منزلي الصنع عن المسار، حيث لم يمكنه كرسيه من السير بشكل مستقيم. شارك في ألعاب آسيا والمحيط الهادئ وفاز بثلاث ميداليات ذهبية، شارك أيضًا في ألعاب العالم وألعاب الكومنولث، يحمل العديد من الأرقام القياسية العالمية بما في ذلك أسرع سباق للعدو الطويل على كرسي متحرك عبر القارات السبع وكان أول شخص يكمل سباقًا للعدو الطويل على كرسي متحرك في القطب الشمالي. شارك في أكثر من 100 سباق للعدو الطويل،
كما مارس لعبة الريشة باحترافية عالية واستخدم سباقات العدو الطويل والتحديات البدنية الأخرى لجمع التبرعات للأعمال الخيرية، تتضمن هذه الفعاليات ركوب الدراجات اليدوية من لندن إلى باريس والمشاركة في سباقات العدو الفائقة، إجمالًا قد جمع تان أكثر من 18 مليون دولار للأعمال الخيرية وهذا ما أدى إلى حصوله على جائزة نقطة الضوء من الكومنولث تقديرًا لجهوده في جمع التبرعات.

## الجوائز والتشريفات
- عام 2005: جائزة الخريجين المتميزين لجامعة سنغافورة الوطنية[3]
- عام 2018: جائزة نقطة الضوء من الكومنولث[1]